# Enotrik
Az enotrik („Oenotrus által vezetett törzs” vagy „oinotriai emberek” – Οἰνωτρία) ókori itáliai nép volt. A nép egy rendkívül nagy állandó területen élt, amely kiterjedt a mai Olaszország Puglia és Basilicata régióira, valamint magában foglalta a dél-olaszországi Calabria régió északi részét is.
Az enotrik a vaskor idején (i. e. 11. század) érkeztek területükre Görögországból az Otrantói-szoroson keresztül a velük egy népcsoportba tartozó más népekkel. Antoninus Liberalis szerint ez váltotta ki az elimik vándorlását Szicíliába. A nép az i. e. 5. században eltűnt a szabellik elnyomása miatt.
Az enotri szót a görög οἶνος (oinos) kifejezésre lehet visszavezetni, amely bort jelent, mivel az enotrik egy szőlősökben gazdag területen éltek. Területüket, Enotriát a „szőlő földjének” nevezték Dél-Olaszországban.

## Fordítás
- Ez a szócikk részben vagy egészben  az   Oenotrians című angol Wikipédia-szócikk ezen változatának fordításán alapul.  Az eredeti cikk szerkesztőit annak laptörténete sorolja fel. Ez a jelzés csupán a megfogalmazás eredetét és a szerzői jogokat jelzi, nem szolgál a cikkben szereplő információk forrásmegjelöléseként.